# Комсомольск (Калининградская область)
Комсомольск (до 1946 года — Лёвенхаген (нем. Löwenhagen))— посёлок в Гвардейском городском округе Калининградской области. Входит в состав Озерковского сельского поселения.

## География
Комсомольск расположен в 20 км от Гвардейска и в 18 км от Калининграда. Через посёлок проходит автомобильная дорога Р-508, связывающая Калининград с Гвардейском, а также железная дорога Калининград — Черняховск — Чернышевское (литовская граница), с остановочным пунктом Комсомольск-Западный. Южнее посёлка находится большой лесной массив.

## История
Первое документальное упоминание о Лёвенхагене относится к 1379 году. Первая деревянная кирха была построена в 1542 году. В 1609—1613 годах была построена каменная кирха.
Лёвенхаген входил в состав Пруссии, позднее Германии. 
Во время Первой мировой войны Левенхаген стал самым ближним населенным пунктом к Кенигсбергу, который достигла русская армия. 29 августа 1914 года кирасирам Его Величества удалось подойти к станции Левенхаген, которую занимала немецкая пехота. Второй раз Левенхаген упоминается в донесении командующему Северо-западным фронтом генералу Я. Г. Жилинскому от 3 сентября 1914 года: «... партиями 25-й дивизии испорчена железнодорожная станция Левенхаген ...».
Во время Второй мировой войны на окраине посёлка был построен бункер.
25 января 1945 года воины 43-й танковой бригады 2-го гвардейского танкового корпуса, 16-й и 18-й гвардейских стрелковых дивизий 11-й гвардейской армии 3-го Белорусского фронта, преодолев сопротивление частей 548-й пехотной дивизии, 69-й пехотной дивизии «Frisching» и 5-й танковой дивизии Вермахта захватили населенный пункт Лёвенхаген.
По итогам войны Лёвенхаген вошёл в состав СССР. В 1946 году переименован в Комсомольск.

## Население
| 1910 | 1939 | 2002  | 2010  |
| ---- | ---- | ----- | ----- |
| 454  | ↗908 | ↗1128 | ↗1205 |

## Образование, культура и спорт
В посёлке находится основная общеобразовательная школа, библиотека, Дом культуры.

## Достопримечательности
- братская могила советских воинов, погибших в январе 1945 года
- памятник погибшим в годы Первой мировой войны 1914—1918 годов